# Tawęcin
Tawęcin – osada w Polsce położona w województwie lubuskim, w powiecie słubickim, w gminie Cybinka.
W latach 1975–1998 miejscowość administracyjnie należała do województwa zielonogórskiego.
Miejscowość położona jest na drodze lokalnej Bieganów – Rybojedzko – Tawęcin.

## Zabytki
- zabudowania folwarczne z XIX wieku.